# Canton de Chagny
Le canton de Chagny est une circonscription électorale française située dans le département de Saône-et-Loire et la région Bourgogne-Franche-Comté.

## Géographie
Ce canton est organisé autour de Chagny dans les arrondissements d'Autun et de Chalon-sur-Saône. 

## Histoire
Par décret du 18 février 2014, le nombre de cantons du département est divisé par deux, avec mise en application aux élections départementales de mars 2015. Le canton de Chagny est conservé et s'agrandit. Il passe de 14 à 27 communes.

## Représentation

### Conseillers généraux de 1833 à 2015
| Période | Période           | Identité                                         | Étiquette           | Qualité |
| ------- | ----------------- | ------------------------------------------------ | ------------------- | --- |
| 1833    | 1846              | François Clet Bidault-Renaud                     |                     | Propriétaire à Chaudenay, juge de paix à Chagny                                                                                |
| 1846    | 1848              | Henry Jean Vachey-Chauvot                        |                     | Propriétaire, ancien notaire à Chamilly                                                                                        |
| 1848    | 1852              | Alexis Duret                                     |                     | Propriétaire, notaire, maire de Chagny (1858-1860)                                                                             |
| 1852    | 1861              | Pierre Coqueugniot                               |                     | Maire de Chagny |
| 1861    | 1871              | Jules Nicolas Seurre                             |                     | Ancien sous-préfet, propriétaire à Demigny                                                                                     |
| 1871    | 1874              | Henri Ricard                                     | Républicain radical | Dessinateur et géomètre-expert à Mâcon                                                                                         |
| 1874    | 1874 (annulation) | Gui Edouard Loydreau                             | Conservateur        | Médecin, maire de Chagny |
| 1874    | 1879 (décès)      | Henri Ricard                                     | Républicain radical | Dessinateur et géomètre-expert à Mâcon                                                                                         |
| 1879    | 1883              | Étienne-Joachim Delingette                       | Républicain         | Maire de Chagny |
| 1883    | 1886              | Charles-Bernard Brunot                           | Républicain         | Avocat à la Cour d'appel de Paris Chef de cabinet de Ferdinand Sarrien, Ministre de l'Intérieur                                |
| 1886    | 1902 (décès)      | Denis Chapelle                                   | Rad.                | Propriétaire et négociant en vins, maire de Chagny (1883)                                                                      |
| 1903    | 1904              | Charles Ninot                                    | Républicain modéré  | Négociant en vins, maire de Rully, conseiller d'arrondissement                                                                 |
| 1904    | 1929 (décès)      | Jean Richard                                     | Républicain modéré  | Avocat à Chalon-sur-Saône Sénateur (1908-1929) Propriétaire à Saint-Léger-sur-Dheune Maire de Chalon-sur-Saône (1904-1919)     |
| 1929    | 1934              | Théo Bretin                                      | SFIO                | Instituteur Maire de Chagny Député (1914-1919 et 1924-1928)                                                                    |
| 1934    | 1937 (décès)      | Joanne Martin                                    | Rad.                | Entrepreneur Maire de Chagny                                                                                                   |
| 1937    | 1940              | Théo Bretin                                      | SFIO                | Instituteur Maire de Chagny Député (1914-1919 et 1924-1928)                                                                    |
|         |                   |                                                  |                     | |
| 1942    | 1945              | Albert Charles (1899-1983)                       |                     | Conseiller municipal de Chagny Nommé conseiller départemental en 1942                                                          |
|         |                   |                                                  |                     | |
| 1945    | 1988              | France Lechenault                                | Rad. puis MRG       | Viticulteur Sénateur (1977-1986) Maire de Bouzeron (1935-1995)                                                                 |
| 1988    | 2015              | Claudette Brunet-Lechenault (fille du précédent) | PRG                 | Professeur d'Anglais Conseillère municipale de Chagny depuis 2008 Maire de Bouzeron (1995-2001) Ancienne conseillère régionale |

### Conseillers d'arrondissement (de 1833 à 1940)
| Période                                  | Période          | Identité                            | Étiquette                        | Qualité |
| ---------------------------------------- | ---------------- | ----------------------------------- | -------------------------------- | --- |
| 1833                                     | 1848             | Henry Jean Vachey                   |                                  | Notaire à Chamilly, propriétaire à Rully                                                                    |
| 1848                                     | 1852             | Eugène Millard-Chambosse            |                                  | Propriétaire à Rully                                                                                        |
| 1852                                     | 1871             | M. Simonnot                         |                                  | Propriétaire à Dennevy                                                                                      |
| 1871                                     | 1883             | Henri Alin                          | Républicain                      | Propriétaire, maire de Dennevy                                                                              |
| 1883                                     | 1895             | Charles-Philibert Marin (1850-1901) | Républicain                      | Cultivateur, maire de Chamilly                                                                              |
| 1895                                     | 1903 (démission) | Charles Ninot (1854-1935)           | Républicain libéral progressiste | Négociant en vins à Rully                                                                                   |
| mars 1903                                | 1928 (décès)     | Auguste Besset (1855-1928)          | Républicain progressiste         | Propriétaire, peintre et poète, adjoint au maire de Chagny                                                  |
| 1928                                     | 1940             | Camille Gandré                      | SFIO                             | Maire de Saint-Gilles                                                                                       |
| 1940                                     |                  |                                     |                                  | Les conseils d'arrondissement ont été suspendus par la loi du 12 octobre 1940 et n'ont jamais été réactivés |
| Les données manquantes sont à compléter. |                  |                                     |                                  | |

### Conseillers départementaux à partir de 2015
| Période élective | Période élective | Mandat | Mandat   | Identité                    | Nuance | Nuance | Qualité |
| ---------------- | ---------------- | ------ | -------- | --------------------------- | ------ | ------ | --- |
| 2015             | 2021             | 2015   | 2021     | Claudette Brunet-Lechenault |        | PRG    | Conseillère municipale de Chagny (depuis 2008) |
| 2015             | 2021             | 2015   | 2021     | Jean-Christophe Descieux    |        | PS     | Chargé du développement économique, de l’enseignement supérieur, de la recherche et du développement à la communauté urbaine Creusot-Montceau, Rully |
| 2021             | 2028             | 2021   | en cours | Claudette Brunet-Lechenault |        | PRG    | Conseillère sortante |
| 2021             | 2028             | 2021   | en cours | Jean-Christophe Descieux    |        | PS     | Conseiller sortant |

### Résultats détaillés

#### Élections de mars 2015
À l'issue du 1er tour des élections départementales de 2015, trois binômes sont en ballottage : Claudette Brunet-Lechenault et Jean-Christophe Descieux (Union de la Gauche, 30,68 %), Philippe Soulier et Nathalie Szych (FN, 30,03 %) et Cécile Darphin et Sébastien Laurent (Union de la Droite, 28,89 %). Le taux de participation est de 49,1 % (7 343 votants sur 14 956 inscrits) contre 50,75 % au niveau départemental et 50,17 % au niveau national.
Au second tour, Claudette Brunet-Lechenault et Jean-Christophe Descieux (Union de la Gauche) sont élus avec 39,01 % des suffrages exprimés et un taux de participation de 51,52 % (2 884 voix pour 7 707 votants et 14 958 inscrits).

#### Élections de juin 2021
Le premier tour des élections départementales de 2021 est marqué par un très faible taux de participation (33,26 % au niveau national). Dans le canton de Chagny, ce taux de participation est de 32,35 % (4 818 votants sur 14 895 inscrits) contre 32,7 % au niveau départemental. À l'issue de ce premier tour, deux binômes sont en ballottage : Claudette Brunet-Lechenault et Jean-Christophe Descieux (DVG, 41,14 %) et Sébastien Laurent et Sylvie Trapon (DVD, 36,05 %).
Le second tour des élections est marqué une nouvelle fois par une abstention massive équivalente au premier tour. Les taux de participation sont de 34,36 % au niveau national, 33,9 % dans le département et 34,89 % dans le canton de Chagny. Claudette Brunet-Lechenault et Jean-Christophe Descieux (DVG) sont élus avec 50,02 % des suffrages exprimés (2 365 voix pour 5 197 votants et 14 895 inscrits),,.

## Composition

### Composition avant 2015
Le canton de Chagny regroupait 14 communes.
| Nom                    | Code Insee | Codepostal | Superficie (km2) | Population (dernière pop. légale) | Densité (hab./km2) |
| ---------------------- | ---------- | ---------- | ---------------- | --------------------------------- | ------------------ |
| Chagny (chef-lieu)     | 71073      | 71150      | 18,90            | 5 657 (2012)                      | 299                |
| Aluze                  | 71005      | 71510      | 6,01             | 240 (2012)                        | 40                 |
| Bouzeron               | 71051      | 71150      | 3,70             | 147 (2012)                        | 40                 |
| Chamilly               | 71078      | 71510      | 4,70             | 129 (2012)                        | 27                 |
| Chassey-le-Camp        | 71109      | 71150      | 8,62             | 325 (2012)                        | 38                 |
| Chaudenay              | 71119      | 71150      | 8,17             | 1 079 (2012)                      | 132                |
| Demigny                | 71170      | 71150      | 29,63            | 1 752 (2012)                      | 59                 |
| Dennevy                | 71171      | 71510      | 4,62             | 310 (2012)                        | 67                 |
| Fontaines              | 71202      | 71150      | 24,73            | 1 959 (2012)                      | 79                 |
| Lessard-le-National    | 71257      | 71530      | 10,56            | 591 (2012)                        | 56                 |
| Remigny                | 71369      | 71150      | 2,45             | 446 (2012)                        | 182                |
| Rully                  | 71378      | 71150      | 15,61            | 1 579 (2012)                      | 101                |
| Saint-Gilles           | 71425      | 71510      | 3,64             | 291 (2012)                        | 80                 |
| Saint-Léger-sur-Dheune | 71442      | 71510      | 12,16            | 1 555 (2012)                      | 128                |

### Composition à partir de 2015
Le canton de Chagny comprend désormais 27 communes entières.
| Nom                            | Code Insee | Intercommunalité            | Superficie (km2) | Population (dernière pop. légale) | Densité (hab./km2) | Modifier                                    |
| ------------------------------ | ---------- | --------------------------- | ---------------- | --------------------------------- | ------------------ | ------------------------------------------- |
| Chagny (bureau centralisateur) | 71073      | CA Beaune Côte et Sud       | 18,90            | 5 402 (2022)                      | 286                | modifier les données · modifier les données |
| Aluze                          | 71005      | CA Le Grand Chalon          | 6,01             | 244 (2022)                        | 41                 | modifier les données · modifier les données |
| Bouzeron                       | 71051      | CA Le Grand Chalon          | 3,70             | 134 (2022)                        | 36                 | modifier les données · modifier les données |
| Chamilly                       | 71078      | CA Le Grand Chalon          | 4,70             | 147 (2022)                        | 31                 | modifier les données · modifier les données |
| Change                         | 71085      | CA Beaune Côte et Sud       | 6,56             | 218 (2022)                        | 33                 | modifier les données · modifier les données |
| Charrecey                      | 71107      | CA Le Grand Chalon          | 5,48             | 330 (2022)                        | 60                 | modifier les données · modifier les données |
| Chassey-le-Camp                | 71109      | CA Le Grand Chalon          | 8,62             | 365 (2022)                        | 42                 | modifier les données · modifier les données |
| Chaudenay                      | 71119      | CA Beaune Côte et Sud       | 8,17             | 1 124 (2022)                      | 138                | modifier les données · modifier les données |
| Cheilly-lès-Maranges           | 71122      | CA Le Grand Chalon          | 7,00             | 538 (2022)                        | 77                 | modifier les données · modifier les données |
| Couches                        | 71149      | CC du Grand Autunois Morvan | 19,52            | 1 211 (2022)                      | 62                 | modifier les données · modifier les données |
| Dennevy                        | 71171      | CA Le Grand Chalon          | 4,62             | 299 (2022)                        | 65                 | modifier les données · modifier les données |
| Dezize-lès-Maranges            | 71174      | CA Beaune Côte et Sud       | 5,10             | 164 (2022)                        | 32                 | modifier les données · modifier les données |
| Dracy-lès-Couches              | 71183      | CC du Grand Autunois Morvan | 8,27             | 152 (2022)                        | 18                 | modifier les données · modifier les données |
| Essertenne                     | 71191      | CU Creusot Montceau         | 12,82            | 482 (2022)                        | 38                 | modifier les données · modifier les données |
| Fontaines                      | 71202      | CA Le Grand Chalon          | 24,73            | 1 845 (2022)                      | 75                 | modifier les données · modifier les données |
| Morey                          | 71321      | CU Creusot Montceau         | 13,32            | 191 (2022)                        | 14                 | modifier les données · modifier les données |
| Paris-l'Hôpital                | 71343      | CA Beaune Côte et Sud       | 2,74             | 287 (2022)                        | 105                | modifier les données · modifier les données |
| Perreuil                       | 71347      | CU Creusot Montceau         | 9,16             | 565 (2022)                        | 62                 | modifier les données · modifier les données |
| Remigny                        | 71369      | CA Le Grand Chalon          | 2,45             | 411 (2022)                        | 168                | modifier les données · modifier les données |
| Rully                          | 71378      | CA Le Grand Chalon          | 15,61            | 1 581 (2022)                      | 101                | modifier les données · modifier les données |
| Saint-Bérain-sur-Dheune        | 71391      | CA Le Grand Chalon          | 12,67            | 542 (2022)                        | 43                 | modifier les données · modifier les données |
| Saint-Gilles                   | 71425      | CA Le Grand Chalon          | 3,64             | 281 (2022)                        | 77                 | modifier les données · modifier les données |
| Saint-Jean-de-Trézy            | 71431      | CC du Grand Autunois Morvan | 11,10            | 377 (2022)                        | 34                 | modifier les données · modifier les données |
| Saint-Léger-sur-Dheune         | 71442      | CA Le Grand Chalon          | 12,16            | 1 554 (2022)                      | 128                | modifier les données · modifier les données |
| Saint-Maurice-lès-Couches      | 71464      | CC du Grand Autunois Morvan | 4,69             | 177 (2022)                        | 38                 | modifier les données · modifier les données |
| Saint-Sernin-du-Plain          | 71480      | CA Le Grand Chalon          | 14,45            | 604 (2022)                        | 42                 | modifier les données · modifier les données |
| Sampigny-lès-Maranges          | 71496      | CA Le Grand Chalon          | 2,70             | 134 (2022)                        | 50                 | modifier les données · modifier les données |
| Canton de Chagny               | 7104       |                             | 248,89           | 19 359 (2022)                     | 78                 | modifier les données                        |

## Démographie

### Démographie avant 2015
| 1962   | 1968   | 1975   | 1982   | 1990   | 1999   | 2006   | 2011   | 2012   |
| ------ | ------ | ------ | ------ | ------ | ------ | ------ | ------ | ------ |
| 12 305 | 13 161 | 13 550 | 13 923 | 14 722 | 14 981 | 15 655 | 16 087 | 16 060 |

### Démographie depuis 2015
En 2022, le canton comptait 19 359 habitants, en évolution de −2,2 % par rapport à 2016 (Saône-et-Loire : −1,06 %, France hors Mayotte : +2,11 %).
| 2013   | 2018   | 2022   |
| ------ | ------ | ------ |
| 19 981 | 19 719 | 19 359 |